# Ett barn blir till
Ett barn blir till är en bok med arrangerade bilder av foster i olika utvecklingsstadier, fotograferade av Lennart Nilsson. Den utgavs 1965.